# Petr Pavel
Petr Pavel   (Planá, 1 de novembre de 1961) és un polític i general retirat txec. Des de 2023 és el quart President de la República Txeca i anteriorment havia sigut Cap de l'Estat Major del seu país (2012-2015) i va presidir el Comité Militar de l'OTAN (2015-2018).

## Carrera militar
Pavel va néixer en una família de militars i va allistar-se a l'exèrcit de Txecoslovàquia l'any 1983, quan va assolir la majoria d'edat. Va afiliar-se al Partit Comunista txec i va servir com a oficial en el servei d'intel·ligència. Després de la Revolució de Vellut, va formar part de l'exèrcit de Txèquia.

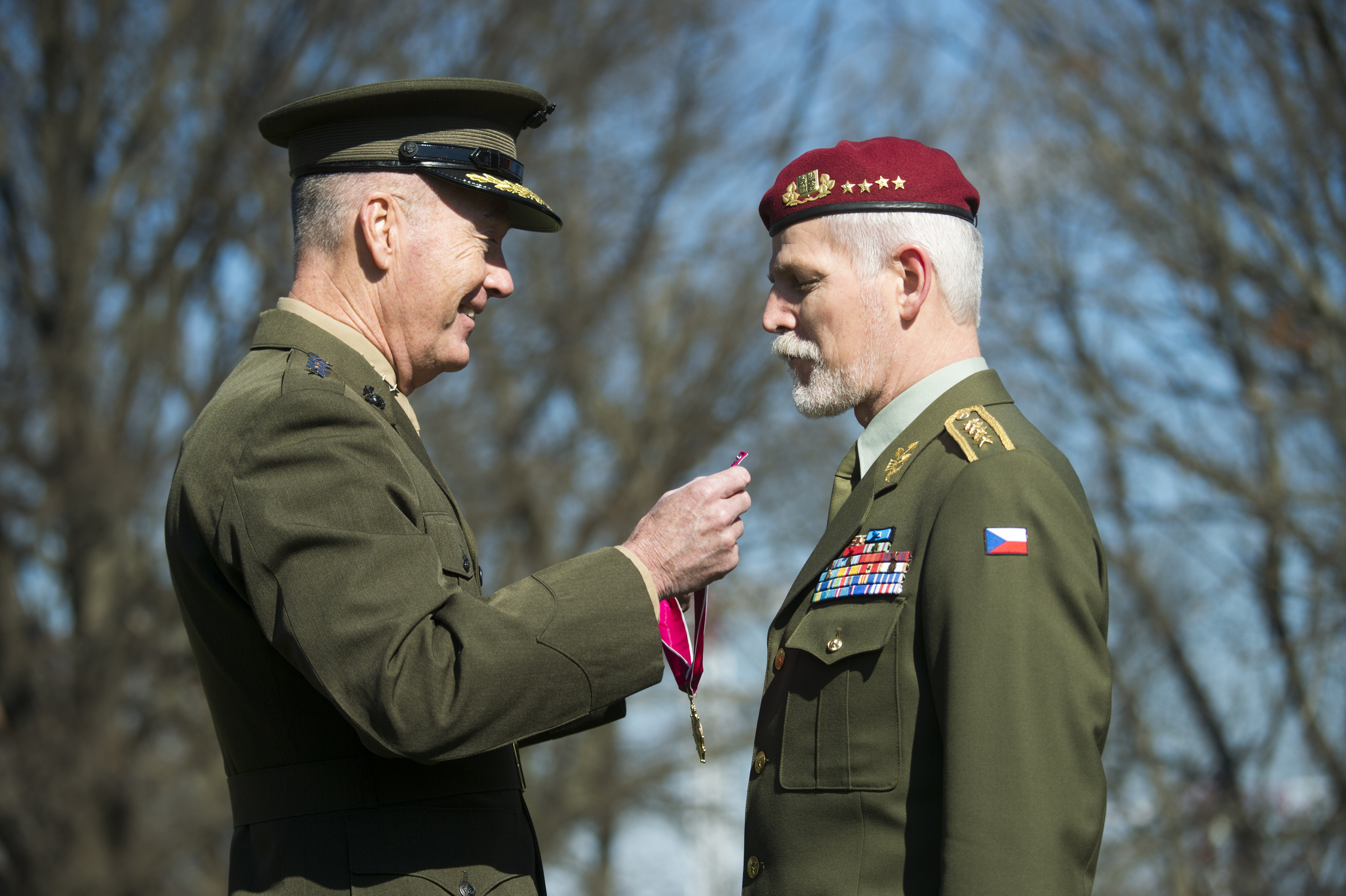
Condecorat pels EEUU, 2018.

Durant la Guerra d'Independència de Croàcia, va participar de l'evacuació de la Base Karin, missió que li va rendir reconeixement internacional. Va ser enllaç de l'OTAN als Estats Units durant l'Operació Llibertat Duradora. Va anar pujant en l'escalafó militar, fins a arribar a ser nomenat cap de l'Estat Major de les Forces Armades de Txèquia, entre 2012 i 2015. A continuació, va presidir fins al 2018 el Comité Militar de l'OTAN, la primera persona de l'antic Bloc de l'Est en arribar a aquesta posició. Un cop va finalitzar el seu mandat, va retirar-se de l'exèrcit.

### Condecoracions
Pavel ha rebut diverses condecoracions al llarg de la carrera: és Oficial de la Legió d'Honor i va rebre Creu de Guerra dels Teatres d'Operacions Exteriors de França, és Comanador de la Legió del Mèrit estatunidenca i ha rebut la Medalla de les Nacions Unides, a més de la Creu del Mèrit i la Medalla a l'Heroisme de la República Txeca.

## Carrera política
L'any 2019, el Partit Democràtic Cívic (PDC), la Unió Democristiana–Partit Popular Txecoslovac (KDU-ČSL) i el TOP 09, amb el suport del Partit Pirata; van assentar les bases per a les properes eleccions presidencials, al gener de 2023. Entre els diferents noms que es barallaven per intentar prendre la presidència a Miloš Zeman, el que va sonar amb més força va ser el de Petr Pavel.
A començaments de l'estiu de 2022, Pavel va anunciar la seva candidatura com a independent, encapçalant la coalició PPDC, KDU-ČSL i TOP 09, batejada Spolu. Durant la campanya electoral, va defensar polítiques de centredreta i europeistes.
Pavel va obtenir el 35,4% dels vots en el primer torn (13 i 14 de gener) i va enfrontar-se l'exprimer ministre Andrej Babiš en el segon torn (27 i 28 de gener). Amb 3.358.926 vots, el 58,32%, va aconseguir la victòria.

## Vida personal
Pavel està casat en segones núpcies amb Eva Pavlová, tinent coronel en la reserva i regidora de Černouček —municipi on residia el matrimoni. Ell té dos fills amb la seva primera esposa, Hana.